# Kelutviaq
La kelutviaq est un luth à une corde joué par les Yupiks de Nelson Island, Colombie-Britannique, Canada.
L'instrument a été attestée dès 1971 par l'ethnomusicologue Walcott.